# Ibn Djubair
Abu-l-Husain Muhammad Ibn Djubair, född 1145, död 1217, var en arabisk författare från Spanien.
Ibn Djubair företog 1183 en prigrimsresa från Granada till Mekka med hemvägen över Medina, Kufa, Bagdad, Mosul, Aleppo, Damaskus, Akko och Sicilien, vilket han skildrade i en kulturhistoriskt värdefull beskrivning, utgiven av W. Wright 1852 under titeln The travels of Ibn Jubair (2:a upplagan 1907).